# Mirosław Szabuniewicz

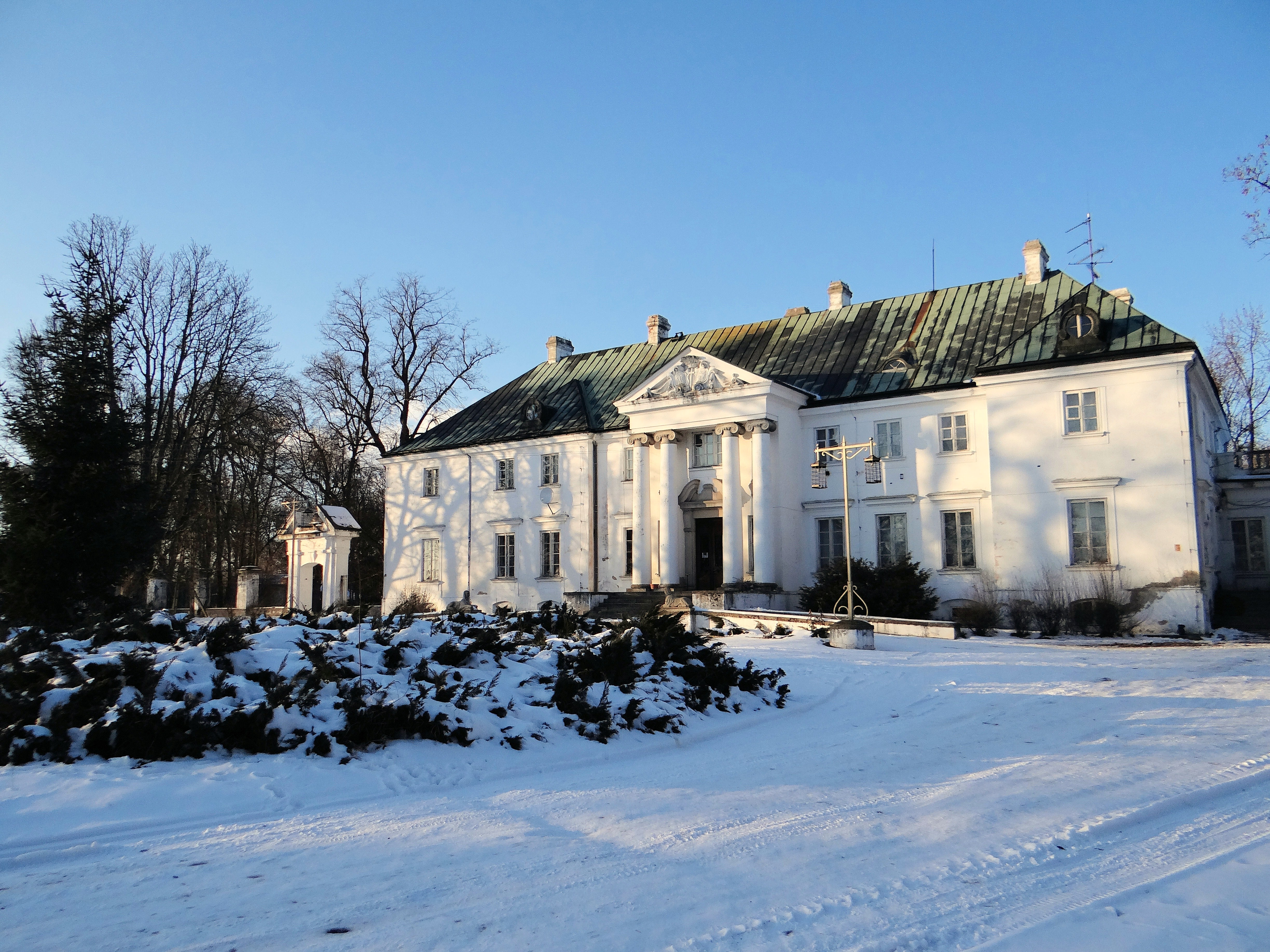
Pałac Godlewskich w Luszynie

Mirosław Szabuniewicz (ur. 4 lutego 1903, zm. 20 grudnia 1988 w São Paulo) – polski architekt modernistyczny, tworzący w dużej mierze poza granicami Polski.

## Życiorys
Studiował na Wydziale Architektury Politechniki Warszawskiej, pod kierunkiem prof. Czesława Przybylskiego. Pracą dyplomową był projekt Instytutu Muzycznego na Okólniku w Warszawie. W latach 1928–1931 pracował w Ogólnopolskim Związku Kas Chorych, jako kierownik działu budowlanego. Od 1934 kierownik w biurze projektów ZUS-u. Od 1935 do 1939 miał własne biuro projektowe w Warszawie. Podczas II wojny przetrzymywany był w obozie jenieckim. Po wojnie dostał się do Paryża i stamtąd, w 1946, wyjechał do São Paulo w Brazylii. Przez trzydzieści lat projektował następnie budynki w tym kraju, najczęściej reprezentując firmy Constructor Tresel S/A i Constructor Mindlin S/A.

## Dzieła
- przebudowa (lata 1925–1928) dworów szlacheckich w:
  - Gnojnie - rodzina Zawadzkich,
  - Franciszkowie - rodzina Wyganowskich,
  - Luszynie - rodzina Godlewskich,
- współpraca (przełom lat 20. i 30. XX w.) przy budowach sanatoriów w:
  - Iwoniczu-Zdroju,
  - Ciechocinku,
  - Worochcie,
- nagroda za projekt głównego dworca w Warszawie (z Wacławem Wekerem) - 1929 - niezrealizowany,
- czwarta nagroda za projekt Sądu Okręgowego w Gdyni (1934) - niezrealizowany,
- czwarta nagroda za projekt Okręgowego Szpitala Wojskowego w Łodzi (1935) - niezrealizowany,
- szpital na Solcu w Warszawie (1936–1937),
- domy mieszkalne w Warszawie - ul. Asfaltowa, Opoczyńska, Narbutta i wille w tej okolicy,
- kierownictwo budów osiedli TOR przy ul. Obozowej i Podskarbińskiej w Warszawie (1937–1938), współpracowała Natalia Hiszpańska,
- budynki administracyjne i mieszkaniowe w Stalowej Woli i Starachowicach, szpital w Stalowej Woli (rozpoczęty w 1939),
- Sanatorium Policyjne w Otwocku - rozpoczęte w 1939,
- kino Lynx w Paryżu (1946),
- budynki biurowe i mieszkaniowe w São Paulo, m.in. w dzielnicy Caio Prado - od 1950, reprezentujące purystyczne tendencje modernistyczne. Najczęściej były to wysokie bloki mieszkaniowe,
- Pomnik Tysiąclecia Chrztu Polski w São Paulo (współpraca: Mieczysław Grabowski i Witold Reiff), 1966.